# Partito d'Avanguardia Popolare
Il Partito d'Avanguardia Popolare (in spagnolo Partido Vanguardia Popular) è un partito politico costaricano protagonista anche della Guerra civile costaricana.